# Édgar Chacón
Édgar Mauricio Chacón Castro (San Carlos, Alajuela, Costa Rica, 14 de julio de 1996), conocido deportivamente como Édgar Chacón (AFI: d'gar t∫a'kon), es un futbolista costarricense que juega de interior derecho en la Asociación Deportiva San Carlos, de la Segunda División de Costa Rica.

## Trayectoria

### A.D. San Carlos
El centrocampista es originario del cantón de San Carlos y nació el 14 de julio de 1996. Integró las divisiones inferiores del club perteneciente a la zona desde los 16 años, y fue progresando de manera positiva en la demarcación de interior por la derecha. Formó parte del conjunto del alto rendimiento y, combinado con el ascenso de los sancarleños a Primera División, Chacón fue promovido al primer equipo a mediados de 2016.
En la primera fecha del Campeonato de Invierno 2016, su equipo hizo frente al Deportivo Saprissa, el 16 de julio en el Estadio Nacional. Sus compañeros Marco Mena, Juan Vicente Solís y Gustavo Jiménez anotaron en el empate de 3-3. Por otro lado, Édgar no fue convocado para este partido. Debutó oficialmente el 23 de julio, por la tercera fecha contra el Cartaginés en el Estadio Carlos Ugalde. En esa oportunidad ingresó de relevo por Jiménez al minuto 79', y el marcador finiquitó en derrota de 0-1. El 23 de agosto, el entrenador de su club Géiner Segura, fue despedido de su cargo, y la dirigencia nombró al uruguayo César Eduardo Méndez como el nuevo estratega. Debido al bajo rendimiento de Méndez, el 19 de octubre fue rescindido de su ocupación, para darle paso al brasileño Leonardo Moreira en asumir el sitio de director técnico. Chacón realizó su primer gol como profesional el 22 de octubre, en la victoria de 2-0 sobre Limón. En el vigésimo segundo encuentro de la primera fase de la liga nacional, su grupo enfrentó a Pérez Zeledón en condición de local. El resultado de triunfo 2-1 no fue suficiente para salir del último lugar de la tabla de posiciones. Estadísticamente, el futbolista tuvo 12 apariciones en las cuales concretó un tanto.
Para el inicio del Campeonato de Verano 2017 que se llevó a cabo el 8 de enero, el equipo sancarleño recibió, en el Estadio Carlos Ugalde, al Deportivo Saprissa. Por su parte, Édgar Chacón apareció como titular los 90 minutos y el marcador fue de ganancia 1-0. El 18 de enero, en el compromiso ante el Cartaginés en el Estadio "Fello" Meza, el futbolista disputó un balón contra el rival Hernán Fener al minuto 34', pero este le pateó accidentalmente su pierna derecha, causándole una fractura de tibia y peroné de manera inmediata. Debido a la situación, Édgar salió de relevo por Richard Castañeda y fue trasladado al hospital más cercano. Posteriormente fue llevado al Hospital del Trauma, del Instituto Nacional de Seguros, para una valoración más exhaustiva en cuanto a la operación y al tiempo que estará fuera del terreno de juego. La derrota de 4-1 ante Pérez Zeledón el 16 de abril, y en combinación con otros resultados, provocaron el descenso de su equipo a la Segunda División.

## Clubes
| Club            | País       | Año               |
| --------------- | ---------- | ----------------- |
| A.D. San Carlos | Costa Rica | 2016 - Actualidad |